# Überdrucken
Überdrucken bezeichnet beim Drucken das Verfahren, zwei Farben übereinander zu drucken, anstatt nur die oberste Farbe zu drucken und dafür die Farben darunter an der Stelle auszusparen. Durch Überdrucken können Blitzer vermieden werden. In Grafikprogrammen können mithilfe des Transparenzbedienfelds die notwendige Transparenzeinstellung vorgenommen werden. 